# Oconee (Georgia)
Oconee ist eine City im Washington County im US-Bundesstaat Georgia mit 252 Einwohnern (Stand: 2010).

## Geographie
Oconee liegt rund 20 km südwestlich von Sandersville, dem Sitz der Verwaltung von Washington County. Die nächsten größeren Städte sind Macon (80 km westlich) und Augusta (110 km nordöstlich).

## Demographische Daten
Laut der Volkszählung von 2010 verteilten sich die damaligen 252 Einwohner auf 82 bewohnte Haushalte, was einen Schnitt von 2,49 Personen pro Haushalt ergibt. Insgesamt bestehen 103 Haushalte. 
72,0 % der Haushalte waren Familienhaushalte (bestehend aus verheirateten Paaren mit oder ohne Nachkommen bzw. einem Elternteil mit Nachkomme) mit einer durchschnittlichen Größe von 2,98 Personen. In 30,5 % aller Haushalte lebten Kinder unter 18 Jahren sowie in 43,9 % aller Haushalte Personen mit mindestens 65 Jahren.
16,4 % der Bevölkerung waren jünger als 20 Jahre, 19,2 % waren 20 bis 39 Jahre alt, 25,4 % waren 40 bis 59 Jahre alt und 39,2 % waren mindestens 60 Jahre alt. Das mittlere Alter betrug 53 Jahre. 49,6 % der Bevölkerung waren männlich und 50,4 % weiblich.
65,5 % der Bevölkerung bezeichneten sich als Weiße, 33,7 % als Afroamerikaner und 0,4 % als Asian Americans. 0,4 % gaben die Angehörigkeit zu einer anderen Ethnie an. 1,6 % der Bevölkerung bestand aus Hispanics oder Latinos.
Das durchschnittliche Jahreseinkommen pro Haushalt lag bei 39.688 USD, dabei lebten 13,7 % der Bevölkerung unter der Armutsgrenze.

## Verkehr
Oconee wird von der Georgia State Route 272 durchquert. Der nächste Flughafen ist der Flughafen Augusta (rund 120 km nordöstlich).